# Чуміца
Чуміца (рум. Ciumița) — село у повіті Хунедоара в Румунії. Входить до складу комуни Лунка-Черній-де-Жос.
Село розташоване на відстані 308 км на північний захід від Бухареста, 35 км на південний захід від Деви, 146 км на південний захід від Клуж-Напоки, 105 км на схід від Тімішоари.